# ديفيد ماكفيرسون
ديفيد ماكفيرسون (بالإنجليزية: David McPherson)‏ (22 أغسطس 1872 في المملكة المتحدة - ) هو مدرب كرة قدم ولاعب كرة قدم بريطاني (وحمل سابقاً جنسية المملكة المتحدة لبريطانيا العظمى وأيرلندا) في مركز نصف الجناح. شارك مع منتخب اسكتلندا لكرة القدم. أما مع النوادي، فقد لعب مع نادي كيلمارنوك.

## وصلات خارجية
- ديفيد ماكفيرسون على موقع قاعدة بيانات كرة القدم.إي يو (الإنجليزية)